# 173
173（百七十三、ひゃくななじゅうさん）は、自然数、また整数において、172の次で174の前の数である。

## 性質
- 173は40番目の素数である。1つ前は167、次は179。
  - 約数の和は174。
- 13番目のソフィー・ジェルマン素数である。1つ前は131、次は179。
  - 2つの連続する素数が共にソフィー・ジェルマン素数となる5番目の素数である。1つ前は（83, 89）、次は（233, 239）。
- 173 = 173 + 0 × ω (ωは1の虚立方根)
  - a + 0 × ω (a > 0) で表される21番目のアイゼンシュタイン素数である。1つ前は167、次は179。
- 12番目のオイラー素数である。1つ前は151、次は197。
- 17…73 の形の最小の素数である。次は177777773。ただし挟まれた数は無くてもいいとすると最小は13。(オンライン整数列大辞典の数列 A102027)
- 末尾の2桁が73の2番目の素数である。1つ前は73、次は373。(オンライン整数列大辞典の数列 A244774)
- 1/173 = 0.0057803468208092485549132947976878612716763… (下線部は循環節で長さは43)
  - 逆数が循環小数になる数で循環節が43になる最小の数である。次は346。
  - 循環節が n になる最小の数である。1つ前の42は49、次の44は89。(オンライン整数列大辞典の数列 A003060)
- 連続する3つの素数の和で表せる16番目の数である。1つ前は159、次は187。
173 = 53 ＋ 59 ＋ 61
- 173 = 22 + 132
  - 異なる2つの平方数の和で表せる52番目の数である。1つ前は170、次は178。(オンライン整数列大辞典の数列 A004431)
- 173 = 22 + 52 + 122 = 32 + 82 + 102 = 42 + 62 + 112
  - 3つの平方数の和3通りで表せる16番目の数である。1つ前は166、次は174。(オンライン整数列大辞典の数列 A025323)
  - 異なる3つの平方数の和3通りで表せる7番目の数である。1つ前は149、次は174。(オンライン整数列大辞典の数列 A025341)
- 173 = 63 − 62 − 61 −  60
  - n = 6 のときの n3 − n2 − n1 − n0 の値とみたとき1つ前は94、次は286。(オンライン整数列大辞典の数列 A083074)
- 173 × 10−2 = 1.73 は √3 の近似値である。(オンライン整数列大辞典の数列 A002194)
  - √3 の数字列でできる2番目の素数である。1つ前は17、次は1732050807568877293。(オンライン整数列大辞典の数列 A119343)
- 各位の和が11になる15番目の数である。1つ前は164、次は182。
  - 各位の和が11になる数で素数になる5番目の数である。1つ前は137、次は191。(オンライン整数列大辞典の数列 A106754)

## その他 173 に関連すること
- 西暦173年
- 紀元前173年
- 国道173号
- 年始から数えて173日目は6月22日、閏年は6月21日。
- 第173代ローマ教皇はグレゴリウス8世（在位：1187年10月25日～12月17日）である。
- 173フィート型駆潜艇
- UFC 173
- ウンセプトトリウム(Ust)　原子番号173の未発見元素に付けられた仮名。理論上存在しうる最後の元素とされている。ウン（un１）セプト（sept７）トリ（tri３）ウム（um)
- 2012年3月場所までの大相撲力士の新弟子検査では、身長173cm以上が条件の1つだった。